# Albumy numer jeden w roku 2024 (Polska)
Albumy numer jeden w roku 2024 (Polska) – zestawienie albumów muzycznych, które w 2024 zajęły pierwsze miejsca na trzech polskich cotygodniowych listach sprzedaży publikowanych przez Związek Producentów Audio-Video:
- OLiS, sporządzanej na podstawie sprzedaży nośników fizycznych i odtworzeń w serwisach strumieniowych,
- OLiS – albumy fizycznie, sporządzanej tylko na podstawie sprzedaży nośników fizycznych,
- OLiS – albumy w streamie, sporządzanej tylko na podstawie odtworzeń w serwisach strumieniowych.

Notowania są przygotowywane na podstawie danych zgromadzonych przez spółki Kantar Polska (sprzedaż fizyczna) i Ranger (serwisy strumieniowe).

## Lista
| Data            | Okres sprzedaży                   | OLiS                          | OLiS                          | OLiS – albumy fizycznie          | OLiS – albumy fizycznie       | OLiS – albumy w streamie                                                 | OLiS – albumy w streamie   | Źr.               |
| Data            | Okres sprzedaży                   | Album                         | Wykonawca                     | Album                            | Wykonawca                     | Album                                                                    | Wykonawca                  | Źr.               |
| --------------- | --------------------------------- | ----------------------------- | ----------------------------- | -------------------------------- | ----------------------------- | ------------------------------------------------------------------------ | -------------------------- | ----------------- |
| 4 stycznia      | 22 grudnia – 28 grudnia           | Pierwsza jesień bez depresji  | Opał i Jonatan                | Pierwsza jesień bez depresji     | Opał i Jonatan                | Merry Christmas                                                          | Mariah Carey               | [ 2 ] [ 3 ] [ 4 ] |
| 11 stycznia     | 29 grudnia – 4 stycznia           | PROXL3M                       | PRO8L3M                       | Męskie Granie 2023               | Męskie Granie Orkiestra 2023  | Safe                                                                     | Gibbs                      | [ 2 ] [ 3 ] [ 4 ] |
| 18 stycznia     | 5 stycznia – 11 stycznia          | PROXL3M                       | PRO8L3M                       | Złota kolekcja: Best of (25 lat) | różni wykonawcy               | Pleśń                                                                    | Guzior                     | [ 2 ] [ 3 ] [ 4 ] |
| 25 stycznia     | 12 stycznia – 18 stycznia         | Depresja                      | Kartky                        | Depresja                         | Kartky                        | American Dream                                                           | 21 Savage                  | [ 2 ] [ 3 ] [ 4 ] |
| 1 lutego        | 19 stycznia – 25 stycznia         | Deathcore                     | Chivas                        | Deathcore                        | Chivas                        | Export/Import                                                            | Malik Montana              | [ 2 ] [ 3 ] [ 4 ] |
| 8 lutego        | 26 stycznia – 1 lutego            | Deathcore                     | Chivas                        | Anatema                          | Gedz                          | Deathcore                                                                | Chivas                     | [ 2 ] [ 3 ] [ 4 ] |
| 15 lutego       | 2 lutego – 8 lutego               | All Day Fresh                 | Asster                        | All Day Fresh                    | Asster                        | Deathcore                                                                | Chivas                     | [ 2 ] [ 3 ] [ 4 ] |
| 22 lutego       | 9 lutego – 15 lutego              | Vultures 1                    | Kanye West i Ty Dolla Sign    | Deathcore                        | Chivas                        | Vultures 1                                                               | Kanye West i Ty Dolla Sign | [ 2 ] [ 3 ] [ 4 ] |
| 29 lutego       | 16 lutego – 22 lutego             | Organic Human                 | Kukon                         | Organic Human                    | Kukon                         | Vultures 1                                                               | Kanye West i Ty Dolla Sign | [ 2 ] [ 3 ] [ 4 ] |
| 7 marca         | 23 lutego – 29 lutego             | Miłość w czasach popkultury   | Myslovitz                     | Miłość w czasach popkultury      | Myslovitz                     | Vultures 1                                                               | Kanye West i Ty Dolla Sign | [ 2 ] [ 3 ] [ 4 ] |
| 14 marca        | 1 marca – 7 marca                 | Atlas iskier                  | Karaś/Rogucki                 | Atlas iskier                     | Karaś/Rogucki                 | Vultures 1                                                               | Kanye West i Ty Dolla Sign | [ 2 ] [ 3 ] [ 4 ] |
| 21 marca        | 8 marca – 14 marca                | Eternal Sunshine              | Ariana Grande                 | Invincible Shield                | Judas Priest                  | Eternal Sunshine                                                         | Ariana Grande              | [ 2 ] [ 3 ] [ 4 ] |
| 28 marca        | 15 marca – 21 marca               | Eternal Sunshine              | Ariana Grande                 | Everything I Thought It Was      | Justin Timberlake             | Eternal Sunshine                                                         | Ariana Grande              | [ 2 ] [ 3 ] [ 4 ] |
| 4 kwietnia      | 22 marca – 28 marca               | Powrót do światła             | Miszel                        | Powrót do światła                | Miszel                        | We Don’t Trust You                                                       | Future i Metro Boomin      | [ 2 ] [ 3 ] [ 4 ] |
| 11 kwietnia     | 29 marca – 4 kwietnia             | Ostatnie takie emocje         | Sarius                        | Ostatnie takie emocje            | Sarius                        | PG$                                                                      | PG$ (Young Leosia i Bambi) | [ 2 ] [ 3 ] [ 4 ] |
| 18 kwietnia     | 5 kwietnia – 11 kwietnia          | Tthe Grind                    | Otsochodzi                    | Tthe Grind                       | Otsochodzi                    | Tthe Grind                                                               | Otsochodzi                 | [ 2 ] [ 3 ] [ 4 ] |
| 25 kwietnia     | 12 kwietnia – 18 kwietnia         | Maze                          | Mortal                        | Maze                             | Mortal                        | PG$                                                                      | PG$ (Young Leosia i Bambi) | [ 2 ] [ 3 ] [ 4 ] |
| 2 maja          | 19 kwietnia – 25 kwietnia         | The Tortured Poets Department | Taylor Swift                  | The Tortured Poets Department    | Taylor Swift                  | PG$                                                                      | PG$ (Young Leosia i Bambi) | [ 2 ] [ 3 ] [ 4 ] |
| 9 maja          | 26 kwietnia – 2 maja              | Życia weteran                 | Bonus RPK                     | Życia weteran                    | Bonus RPK                     | PG$                                                                      | PG$ (Young Leosia i Bambi) | [ 2 ] [ 3 ] [ 4 ] |
| 16 maja         | 3 maja – 9 maja                   | Radical Optimism              | Dua Lipa                      | Zapiski z Landary                | Kali                          | PG$                                                                      | PG$ (Young Leosia i Bambi) | [ 2 ] [ 3 ] [ 4 ] |
| 23 maja         | 10 maja – 16 maja                 | Acid Moro                     | Miły ATZ                      | Acid Moro                        | Miły ATZ                      | PG$                                                                      | PG$ (Young Leosia i Bambi) | [ 2 ] [ 3 ] [ 4 ] |
| 30 maja         | 17 maja – 23 maja                 | Hit Me Hard and Soft          | Billie Eilish                 | Miejskie ptaki                   | Donguralesko                  | Hit Me Hard and Soft                                                     | Billie Eilish              | [ 2 ] [ 3 ] [ 4 ] |
| 6 czerwca       | 24 maja – 30 maja                 | G                             | Guzior                        | G                                | Guzior                        | Hit Me Hard and Soft                                                     | Billie Eilish              | [ 2 ] [ 3 ] [ 4 ] |
| 13 czerwca      | 31 maja – 6 czerwca               | Hit Me Hard and Soft          | Billie Eilish                 | Hit Me Hard and Soft             | Billie Eilish                 | Hit Me Hard and Soft                                                     | Billie Eilish              | [ 2 ] [ 3 ] [ 4 ] |
| 20 czerwca      | 7 czerwca – 13 czerwca            | ERA47                         | Oki                           | ERA47                            | Oki                           | ERA47                                                                    | Oki                        | [ 2 ] [ 3 ] [ 4 ] |
| 27 czerwca      | 14 czerwca – 20 czerwca           | 04:01                         | KęKę                          | 04:01                            | KęKę                          | Kaprysy                                                                  | Sanah                      | [ 2 ] [ 3 ] [ 4 ] |
| 4 lipca         | 21 czerwca – 27 czerwca           | Kaprysy                       | Sanah                         | Kaprysy                          | Sanah                         | PG$                                                                      | PG$ (Young Leosia i Bambi) | [ 2 ] [ 3 ] [ 4 ] |
| 11 lipca        | 28 czerwca – 4 lipca              | Polonn                        | Białas                        | Polonn                           | Białas                        | PG$                                                                      | PG$ (Young Leosia i Bambi) | [ 2 ] [ 3 ] [ 4 ] |
| 18 lipca        | 5 lipca – 11 lipca                | Styropian                     | Pidżama Porno                 | Styropian                        | Pidżama Porno                 | PG$                                                                      | PG$ (Young Leosia i Bambi) | [ 2 ] [ 3 ] [ 4 ] |
| 25 lipca        | 12 lipca – 18 lipca               | Kaprysy                       | Sanah                         | Kaprysy                          | Sanah                         | PG$                                                                      | PG$ (Young Leosia i Bambi) | [ 2 ] [ 3 ] [ 4 ] |
| 1 sierpnia      | 19 lipca – 25 lipca               | Ate                           | Stray Kids                    | Ate                              | Stray Kids                    | PG$                                                                      | PG$ (Young Leosia i Bambi) | [ 2 ] [ 3 ] [ 4 ] |
| 8 sierpnia      | 26 lipca – 1 sierpnia             | Kaprysy                       | Sanah                         | WAWA                             | Brodka                        | PG$                                                                      | PG$ (Young Leosia i Bambi) | [ 2 ] [ 3 ] [ 4 ] |
| 15 sierpnia     | 2 sierpnia – 8 sierpnia           | Kaprysy                       | Sanah                         | Kaprysy                          | Sanah                         | PG$                                                                      | PG$ (Young Leosia i Bambi) | [ 2 ] [ 3 ] [ 4 ] |
| 22 sierpnia     | 9 sierpnia – 15 sierpnia          | Kaprysy                       | Sanah                         | Kaprysy                          | Sanah                         | PG$                                                                      | PG$ (Young Leosia i Bambi) | [ 2 ] [ 3 ] [ 4 ] |
| 29 sierpnia     | 16 sierpnia – 22 sierpnia         | W związku z muzyką            | Sobel                         | W związku z muzyką               | Sobel                         | PG$                                                                      | PG$ (Young Leosia i Bambi) | [ 2 ] [ 3 ] [ 4 ] |
| 5 września      | 23 sierpnia – 29 sierpnia         | W związku z muzyką            | Sobel                         | Kaprysy                          | Sanah                         | Short n’ Sweet                                                           | Sabrina Carpenter          | [ 2 ] [ 3 ] [ 4 ] |
| 12 września     | 30 sierpnia – 5 września          | Pianinkowe kaprysy            | Sanah                         | Wild God                         | Nick Cave and the Bad Seeds   | PG$                                                                      | PG$ (Young Leosia i Bambi) | [ 2 ] [ 3 ] [ 4 ] |
| 19 września     | 6 września – 12 września          | Luck and Strange              | David Gilmour                 | Luck and Strange                 | David Gilmour                 | PG$                                                                      | PG$ (Young Leosia i Bambi) | [ 2 ] [ 3 ] [ 4 ] |
| 26 września     | 13 września – 19 września         | 04:01                         | KęKę                          | 04:01                            | KęKę                          | PG$                                                                      | PG$ (Young Leosia i Bambi) | [ 2 ] [ 3 ] [ 4 ] |
| 3 października  | 20 września – 26 września         | Nierówno pod sufitem          | Rów Babicze                   | Nierówno pod sufitem             | Rów Babicze                   | PG$                                                                      | PG$ (Young Leosia i Bambi) | [ 2 ] [ 3 ] [ 4 ] |
| 10 października | 27 września – 3 października      | Online i Dzięki               | Genzie                        | Online i Dzięki                  | Genzie                        | Hit Me Hard and Soft                                                     | Billie Eilish              | [ 2 ] [ 3 ] [ 4 ] |
| 17 października | 4 października – 10 października  | A nie mówiłem?                | Kaz Bałagane                  | A nie mówiłem?                   | Kaz Bałagane                  | A nie mówiłem?                                                           | Kaz Bałagane               | [ 2 ] [ 3 ] [ 4 ] |
| 24 października | 11 października – 17 października | Seppuku                       | Macias i White Widow          | 1989                             | Webber i inni                 | A nie mówiłem?                                                           | Kaz Bałagane               | [ 2 ] [ 3 ] [ 4 ] |
| 31 października | 18 października – 24 października | A nie mówiłem?                | Kaz Bałagane                  | Wilki z Rapstreet                | Pięć Dwa Dębiec               | Hit Me Hard and Soft                                                     | Billie Eilish              | [ 2 ] [ 3 ] [ 4 ] |
| 7 listopada     | 25 października – 31 października | In Blanco                     | Louis Villain                 | Atypowy                          | Szpaku                        | Chromakopia                                                              | Tyler, the Creator         | [ 2 ] [ 3 ] [ 4 ] |
| 14 listopada    | 1 listopada – 7 listopada         | Po moim trupie                | Kazik i Kwartet ProForma      | Po moim trupie                   | Kazik i Kwartet ProForma      | Chromakopia                                                              | Tyler, the Creator         | [ 2 ] [ 3 ] [ 4 ] |
| 21 listopada    | 8 listopada – 14 listopada        | Songs of a Lost World         | The Cure                      | Songs of a Lost World            | The Cure                      | Hit Me Hard and Soft                                                     | Billie Eilish              | [ 2 ] [ 3 ] [ 4 ] |
| 28 listopada    | 15 listopada – 21 listopada       | Ta druga                      | Kaśka Sochacka                | Ta druga                         | Kaśka Sochacka                | From Zero                                                                | Linkin Park                | [ 2 ] [ 3 ] [ 4 ] |
| 5 grudnia       | 22 listopada – 28 listopada       | Ta druga                      | Kaśka Sochacka                | Ta druga                         | Kaśka Sochacka                | GNX                                                                      | Kendrick Lamar             | [ 2 ] [ 3 ] [ 4 ] |
| 12 grudnia      | 29 listopada – 5 grudnia          | Męskie Granie 2024            | Męskie Granie Orkiestra 2024  | Męskie Granie 2024               | Męskie Granie Orkiestra 2024  | Arcane League of Legends: Season 2 (Soundtrack from the Animated Series) | Arcane                     | [ 2 ] [ 3 ] [ 4 ] |
| 19 grudnia      | 6 grudnia – 12 grudnia            | Depeche_mood                  | Slums Attack, Peja i DJ Decks | Depeche_mood                     | Slums Attack, Peja i DJ Decks | Sen, którego nigdy nie miałem                                            | Kubi Producent             | [ 2 ] [ 3 ] [ 4 ] |
| 26 grudnia      | 13 grudnia – 19 grudnia           | Hop                           | Stray Kids                    | Hop                              | Stray Kids                    | Hit Me Hard and Soft                                                     | Billie Eilish              | [ 2 ] [ 3 ] [ 4 ] |

## Podsumowania
| Okres                 | OLiS      | OLiS      | OLiS – albumy fizycznie | OLiS – albumy fizycznie | OLiS – albumy w streamie | OLiS – albumy w streamie   | Źr.   |
| Okres                 | Album     | Wykonawca | Album                   | Wykonawca               | Album                    | Wykonawca                  | Źr.   |
| --------------------- | --------- | --------- | ----------------------- | ----------------------- | ------------------------ | -------------------------- | ----- |
| styczeń–czerwiec 2024 | Deathcore | Chivas    | 04:01                   | KęKę                    | PG$                      | PG$ (Young Leosia i Bambi) | [ 5 ] |
| styczeń–grudzień 2024 | Kaprysy   | sanah     | Kaprysy                 | sanah                   | PG$                      | PG$ (Young Leosia i Bambi) | [ 6 ] |